# Inermocoelotes kulczynskii
Inermocoelotes kulczynskii es una especie de araña araneomorfa del género Inermocoelotes, familia Agelenidae. Fue descrita científicamente por Drensky en 1915.
Se distribuye por Bulgaria. Macedonia y Rumania. El cuerpo del macho mide aproximadamente 9,3 milímetros de longitud y el de la hembra 10,23 milímetros.